# Helena Leiva de Holst
Helena Leiva de Holst   (Santa Cruz de Yojoa, 5 d'octubre de 1897 - San Pedro Sula, 23 d'agost de 1978) va ser una socialista hondurenya que va viatjar a la Xina i a la Unió Soviètica per estudiar marxisme. La seva política d'esquerres la va portar a l'exili a Guatemala, on va participar en causes feministes. En la dècada de 1950, Che Guevara va viure amb ella i li va dedicar part de la seva poesia. Quan el cop d'estat patrocinat per United Fruit va enderrocar al president guatemalenc Jacobo Árbenz, Leiva es va exiliar a Mèxic. Finalment va poder tornar a Hondures a finals de la dècada de 1960.

## Biografia
Leiva Ferrera va néixer el 5 d'octubre de 1897 a Santa Cruz de Yojoa, Departament de Cortés (Hondures), filla d'Emilio Leiva i de Florinda Ferrera. Leiva era neta del president hondurenc Ponciano Leiva. Quan era nena, es va mudar a San Pedro Sula per als seus estudis i va ser allà on es va casar amb l'empresari alemany Henry Holst. A causa de les seves opinions polítiques d'esquerra, Leiva es va veure obligada a exiliar-se a Guatemala. Leiva havia viatjat tant a la Xina com a la Unió Soviètica per estudiar marxisme i, a més, donava suport a les causes feministes, assistint al Primer Congrés Interamericà de Dones, celebrat a la Ciutat de Guatemala l'any 1947. També va ser una de les líders de l'Aliança de Dones.
Leiva va continuar amb la seva militància, proporcionant allotjament al Che Guevara, que estava tan captivat en ella que descrivia la seva filosofia com a "propera al comunisme" i li va dedicar un poema el 1954, "Invitació al camí". A mitjans de juliol de 1954, va ser detinguda durant el cop d'estat de United Fruit contra el president guatemalenc Jacobo Árbenz[4] i va ser exiliada a Mèxic. Després de molts anys de viure a l'exili, finalment va poder tornar a la seva terra i va viure a San Pedro Sula durant la resta de la seva vida.
Helena Leiva va morir el 23 d'agost de 1978 a San Pedro Sula, al departament de Cortés, Hondures.